# Тропа клинка
Тропа клинка (нем. Klingenpfad) — круговой маркированный пешеходный маршрут вокруг города Золинген (Северный Рейн-Вестфалия, Германия).

## Общая характеристика
Маркировка — знак «S» в чёрном кругу. Знак выполняет функцию первой заглавной буквы города Золинген (Solingen). Протяжённость маршрута — около 75 км. Названа тропа в честь широко известных в Европе своим качеством со средних веков стальных режущих и колющих изделий (мечи, сабли, ножи, вилки и т. п.), производимых в городе по сей день. Обновление маркировки и контроль за состоянием тропы производится периодически местным отделением Зауэрландского горно-туристского Общества (Sauerländischen Gebirgsvereins). Тропа Клинка считается одним из самых замечательных туристских маршрутов Горной Земли (Bergisches Land). Множество лесов, гор и рек, разнообразные историко-архитектурные и культурные памятники придают ему неповторимый колорит. Маршрут можно проходить поэтапно с подъездами к начальным пунктам и отъездами из конечных пунктов общественным транспортом.

## История
Первоначально тропа проходила по местным лесным и полевым дорогам и имела протяжённость 60 км. Она была промаркирована в 1932-1935 годах. Все работы по благоустройству проводились безработными по приказу местных национал-социалистов. Торжественное открытие тропы состоялось также в 1935 году. В 1975 году состоялось расширение территории города Золинген за счёт присоединения к нему общины Бург-на-Вуппере (Burg an der Wupper), поэтому маршрут тропы был в этом районе изменён и увеличен почти на 15 км. С 2002 года вдоль тропы клинка проводится ежегодный сверхмарафонский забег протяжённостью 73, 5 км

## Достопримечательности
Маршрут обходится по часовой стрелке и начинается в Грефрате. Здесь туристы выходят на самую высокую точку Золингена. Затем спускаются в долину реки Вуппер и идут мимо населённых пунктов Кольфурт (музей трамваев) и Шаберг, проходят под самым высоким в Германии железнодорожным Мюнгстенским мостом и посещают замок Бург-на Вуппере. Отсюда взбираются на водораздельные высоты города Ремшайд (Ремшайд-Вестхаузен), пересекают долину Эшбахталь, а затем следует ещё несколько подъёмов и спусков до горы Пфаффенберг. В окрестностях Вупперталя на притоках Вуппера до сих пор можно встретить многочисленные исторические сооружения, бывшие ранее мастерскими по изготовлению холодного оружия и кухонных стальных принадлежностей. Мимо некоторых из них проходит маршрут «тропы клинка». Встречаются также старинные водяные мельницы и богатые сельские усадьбы с оригинальными архитектурными решениями, в том числе фахверковые строения. В городском районе Ауфдерхёе можно осмотреть замок Хакхаузен, а за Олигской пустошью — замок Каспербройх. Он расположен в долине речки Иттер, вдоль которого пешие туристы возвращаются к исходной точке маршрута в Грефрат.

## Этапы
Весь маршрут разбит на девять этапов с таким расчётом, чтобы были (с одной стороны) удобные подъезды и отъезды, а (с другой стороны), чтобы в культурно-познавательном и образовательном путешествии могли принять участие как дети, так и пожилые люди. Наиболее протяжённый пятый этап имеет всего 9,2 км, что доступно практически всем здоровым людям.
- 1-й этап (6,3 км): Золинген-Грефрат (Solingen-Grefrath) — Золинген-Кольфурт (Kohlfurht).
- 2-й этап (8,5 км): Золинген-Кольфурт — Золинген-Унтербург (Unterburg).
- 3-й этап (8,1 км): Золинген-Унтербург — Золинген-Хёрат (Höhrath).
- 4-й этап (9,0 км): Золинген-Хёрат — Золинген-Глюдер (Glüder).
- 5-й этап (9,2 км): Золинген-Глюдер — Золинген-Виддерт (Widdert).
- 6-й этап (8,0 км): Золинген-Виддерт — Золинген-Ауфдерхёе (Aufderhöhe).
- 7-й этап (8,4 км): Золинген-Ауфдерхёе — Энгельсбергер Хоф (Engelsberger Hof).
- 8-й этап (7,2 км): Энгельсбергер Хоф — Хайдбергер Мюлле (Heidberger Mühle).
- 9-й этап (5,3 км): Хайдбергер Мюлле — Золинген-Грефрат.